# Hüseyin Sadeddin Arel
Hüseyin Sadeddin Arel (Vefa, Istanbul, 18 de desembre, 1880 - Idem. 6 de maig, 1955, Istanbul), advocat, compositor i investigador musical turc.
És el sisè fill del mestre Mehmet Emin Efendi, un dels Kazaskers d'Anatòlia, i de Fatma Zekiye Hanım. Després de la seva educació primària a les escoles "Taşktep, Şemsülmaarif" i "Nümune-i Terakki" a Vefa, va emigrar a Esmirna amb la seva família el 1886.

## Obres
- 51 Ritu Mevlevi,
- 108 Pauses,
- 87 Himnes,
- 13 Composicions Ney taksim,
- 24 Peşrev,
- 28 Concert Saz Semaisi,
- 80 Saz Semaisi,
- 42 Obres de teatre,
- 20 Obres instrumentals dramàtiques,
- 8 taksims per a Tambur i violoncel,
- 11 Köçekçe,
- 7 obres parlades en grans formes com Beste i Semai,
- 51 Ghazals,
- 3 Ghazal taksims,
- 2 Marches,
- 104 Cançons,
- Música de cambra i Coral,
- Un total de 71 obres polifòniques com Sisena, Trilogia i Reduplicació.

També se sap que hi ha més d'un miler d'himnes i altres composicions musicals religioses.